# Hån (naturreservat)
Hån är ett naturreservat omfattande finnbyn Håns alla odlingsmarker i Ludvika kommun i Dalarnas län.
Området är naturskyddat sedan 2007 och är 53 hektar stort. Reservatet består av betesmark med ett glest skikt av lövträd som sträcker sig nedåt sjön.